# Carl Heinrich Merck
Carl Heinrich Merck (* 19. November 1761 in Darmstadt; † 31. Januar 1799 in Sankt Petersburg) war ein deutscher Mediziner und Teilnehmer an einer mehrjährigen Expedition durch Ostsibirien und Alaska.

## Leben
Carl Heinrich Merck wurde 1761 in Darmstadt geboren. Er wuchs im oberhessischen Alsfeld auf, wo sein Vater Franz Christian Merck als Arzt und seine Mutter Johanna Merck als Schriftstellerin tätig waren.
Nach der Reifeprüfung studierte er in Jena und Gießen Medizin. Merck promovierte Ende 1784 in Medizin an der Universität Gießen. Sein Onkel Johann Heinrich Merck richtete für seinen Neffen ein auf den 2. April 1785 datiertes Vermittlungsschreiben an Johann Peter Brinckmann (1746–1785), den Medizinaldirektor des Herzogtums Jülich-Berg. Dieser hatte einen Ruf als Hofmedicus an den Petersburger Hof in Russland angenommen, war Merck persönlich bekannt und sollte sich für den Neffen einsetzen. Tatsächlich begleitete der „Neveu“, der junge Carl Heinrich Merck, den Hofmedicus von Hamburg nach Sankt Petersburg, wo die beiden am 5. Juni 1785 eintrafen. Dort musste Merck seine Prüfung wiederholen, um als Hospitalarzt in Russland arbeiten zu können. Im gleichen Jahr nahm er diese Tätigkeit im sibirischen Irkutsk auf.

### Teilnahme an der Billings-Sarytschew-Expedition
Im Februar 1786 nahm Mercks Leben eine unerwartete Wendung. Als Ersatz für den erkrankten französischen Mineralogen Eugène-Melchior Louis Patrin (1742–1815) wurde er für eine Expedition nach Ostsibirien und nach Alaska angeworben. Er sollte einen Jahreslohn von 800 Rubel erhalten, was einem doppelten Gehalt entsprach, wie es alle Expeditionsteilnehmer erhielten. Darüber hinaus stand jedem von ihnen eine Pension in Höhe eines einfachen Jahresgehalts zu. Merck wurde als promovierter Mediziner zudem in die achte Rangklasse eingeordnet, in die der Kollegienassessoren. Diese hatten entsprechend der russischen Rangtabelle von 1721 Anspruch auf einen erblichen Adelstitel. Bereits 1787 stieg Merck eine Stufe auf und war damit Kaiserlicher Hofrat.
Die Mannschaft sollte insgesamt aus 140 Mann bestehen. Die wissenschaftliche Betreuung der Expedition übernahm Peter Simon Pallas (1741–1811), der dem Expeditionsnaturforscher von Sankt Petersburg Instruktionen zu den bevorstehenden Forschungen sandte. Obwohl er zusagte, fürchtete Merck dennoch, dass „er dem Geschäfte nicht ganz gewachsen sey“. Alle Teilnehmer waren verpflichtet, Buch zu führen. Flora und Fauna, Wetter und ethnologisch-linguistische Verhältnisse sowie die Topographie lagen dabei im Fokus. Als Arzt sollte Merck Krankheiten und Heilverfahren der indigenen Bevölkerung beschreiben. Sämtliche Objekte, vor allem aber die Tagebücher sollten nach Ende der Expedition dem Russischen Admiralitätskollegium ausgehändigt werden.
Doch die Forscher hielten sich nicht durchgängig an die Vorgaben, vor allem nicht an die die Geheimhaltung betreffenden. Die Internationalität des Forscherteams dürfte zur Verbreitung der erworbenen Kenntnisse stark beigetragen haben. Mit dem britischen Hydrographen Joseph Billings (1758–1806) wurde sogar einem Ausländer das Gesamtkommando übertragen.
Im Mai 1786 reiste Merck nach Jakutsk und zwei Monate später zur Hafenstadt Ochotsk an der sibirischen Ostküste. Erstes Ziel war das Mündungsdelta des Flusses Kolyma, denn man suchte die Nordostpassage, um per Schiff durch das Nordmeer nach Amerika gelangen zu können.
Im Sommer 1789 brach man nach Kamtschatka auf, wo die Expedition überwinterte. Im folgenden Jahr ging es über die Aleuten nach Alaska, 1791 wieder zurück nach Ostsibirien, genauer auf die Tschuktschen-Halbinsel, auf die Merck Billings begleitete, während Gawriil Sarytschew das Schiffskommando führte. Dort begann der dritte Reiseabschnitt, der einige Teilnehmer der Expedition, geführt von einheimischen Rentiertschuktschen über die Halbinsel bis zum Mündungsgebiet der Kolyma führte. Im April 1792 erreichte man wieder Jakutsk, wo die übrigen Expeditionsteilnehmer später eintrafen. Zusammen mit ihnen kehrten die Männer in den Westen zurück.
Während Mercks Tagebuch für Botaniker und vor allem Zoologen von hohem Wert ist, hielt er selbst seine ethnographischen Aufzeichnungen für so bedeutsam, dass er dafür ein eigenes Journal jenseits des Tagebuchs einrichtete. Schon bald wurde dieser Teil seiner Aufzeichnungen publiziert. Seine Beschreibung der Tschuktschi: Von ihren Gebräuchen und Lebensart gilt als erstes ethnologisches Dokument dieses Volks und liefert Einzelheiten über soziale Strukturen, Familienleben, religiöse Bräuche und Feste. Er beschreibt ihre Heilverfahren und den Zusammenhang zum Schamanismus, bauliche Besonderheiten wie die unterirdischen Behausungen, die spätere Forscher aufgrund der Zerstörung der ursprünglichen Tschuktschen-Kultur nicht mehr zu Gesicht bekamen. Merck hatte offensichtlich keinerlei Interesse an einer Bekehrung der Ostsibirier oder der Nordamerikaner, sondern erfreute sich an ihrer Besonderheit. Wie es dem Zeitgeist entsprach, wunderte sich auch Merck über das Fehlen eines Gottes in der Religion, die dennoch das Böse kannte, das für einige Gruppen in der Erde wohnte.
Auch zu den Völkern der Aleuten und Kamtschatkas schreibt Merck. So bemerkt er zu den „Kamtschadalischen Tänze(n): eine geile Gelenkigkeit, wobei die besonders mit Schultern und Hüften wirken, auch lose genug, mit ihrer Stirnhaut spielen. Sie ahmen zum wechseln Bären, Walfische, Gänsen nach; wie selbe ihre liebes Spiele beginnen, oder wie sie solche zu erlegen trachten ...“ Zu den Aleuten nahm er Volkszählungsdaten auf und übermittelte eine Liste vorchristlicher Namen. Die deutsche Veröffentlichung erfolgte allerdings erst 1814.

### Letzte Lebensjahre
Laut dem Eintrag im Zentralen Staatl. Historischen Archiv von St. Petersburg (CGIA SPb, fond 19, opis'1, d. 16586) heiratete Merck am 10. November 1794 ein 22-jähriges, russisch-orthodoxes Mädchen namens Nadezda Gavrilova, die Tochter des Kleinbürgers der Stadt Jakutsk Gavriil Martynov. Bei der Trauung war auch der Expeditionszeichner Luka Voronin anwesend und hat für die ungebildete Braut auf der zweiten Seite des Zeugnisses unterschrieben. Dadurch werden die Angaben der Forschungsliteratur widerlegt, dass Merck mit Nadeschda Katschka, der Tochter des Irkutskers Gawriil Katschka verheiratet war. Auch die Geburt von zwei Kindern – der Tochter Sophie und des Sohnes Friedrich Carl Wolfgang – lässt sich nicht nachweisen.
1796 bis 1797 unternahm Merck eine Reise zu seinen Verwandten nach Deutschland. Auf Vorschlag des Direktors der Göttinger Akademie der Wissenschaften wurde Merck zum korrespondierenden Mitglied der Physikalischen Klasse der Gesellschaft gewählt. Bereits 1798 flossen Mercks Kenntnisse partiell in eine Publikation des zweiten Göttinger Mitglieds dieser Klasse zusammen.
Im Januar 1799 erlitt Merck einen Schlaganfall, dessen Folgen er in Petersburg erlag.

## Späte Wiederentdeckung
Obwohl ein Teil seiner Aufzeichnungen in wichtige Werke anderer Wissenschaftler einfloss, blieben seine ethnographischen Beobachtungen weitgehend unbeachtet und unpubliziert, sieht man von zwei knappen Publikationen in den Jahren 1806 und 1814 ab.
Erst 1980 erfolgte eine erste vollständige Publikation des Tagebuchs durch Richard A. Pierce. Mercks Aufzeichnungen wurden allerdings in modernes Englisch übersetzt und enthalten nur wenige Kommentare. Nur Zoja Titova erkannte 1978 die Zweiteilung der Überlieferung und vor allem den Wert der ethnographischen Aufzeichnungen. 2009 erfolgte eine Publikation unter Beibehaltung der Schreibweisen und mit einem umfangreichen Kommentar durch Dittmar Dahlmann, Diana Ordubadi und Anna Friesen.

## Schriften
- Das sibirisch-amerikanische Tagebuch aus den Jahren 1788–1791. Herausgegeben von Dittmar Dahlmann, Anna Friesen und Diana Ordubadi. Wallstein Verlag, Göttingen 2009, ISBN 978-3-8353-0545-8.
- „Beschreibung der Tschucktschi, von ihren Gebräuchen und Lebensart“ sowie weitere Berichte und Materialien. Herausgegeben von Dittmar Dahlmann, Diana Ordubadi und Helena Pivovar. Wallstein Verlag, Göttingen 2014, ISBN 978-3-8353-1436-8.